# Норовлива хмара
«Норовлива хмара» (кит. трад. 天邊 一 朵雲, спр. 天边 一 朵云, піньїнь Tiānbiān yī duǒ yún) — еротичний артгаузний мюзикл тайваньського кінорежисера Цая Мінляна. Отримав приз ФІПРЕССІ Берлінського кінофестивалю 2005 року, а також «Срібного ведмедя» за видатний внесок у мистецтво — Цай Мінлян за сценарій власного фільму — і меморіальна премія Альфреда Бауера йому ж за новаторство в мистецтві створення фільмів.

## Сюжет
Існує брак води в Тайвані, і телевізійні програми вчать різним методам економії води і заохочення пити сік кавуна замість води. У багатоповерховій будівлі пересікаються Чи Сяокан (Лі) та Чень Шянчи (Чен), два символи від одного з попередніх фільмів Цая Мінляна. Раніше Лі знала, що Чен продає годинники, а про його теперішню роботу не здогадується. Зараз він порноактор.

## Цікаві факти
Виконавець головної ролі Лі Каншен в багатьох сценах знімався повністю оголеним, йому довелося пофарбувати своє лобкове волосся в золотистий колір на вимогу режисера.
Фільм має рейтинг 76 % Rotten Tomatoes.